# Onze Lieve Vrouwe Kapel (Amsterdam)
De Onze Lieve Vrouwe Kapel is een kapel in Amsterdam-Oost.
Ze is gelegen aan de zuidzijde van de Ruyschstraat/'s-Gravesandeplein te Amsterdam. Van deze kerk zijn twee versies:
- tussen 1895 en 1986 maakte ze deel uit van het Onze Lieve Vrouwe Gasthuis
- vanaf 2001 maakt ze deel uit van OLVG (Oost).

## Oudbouw

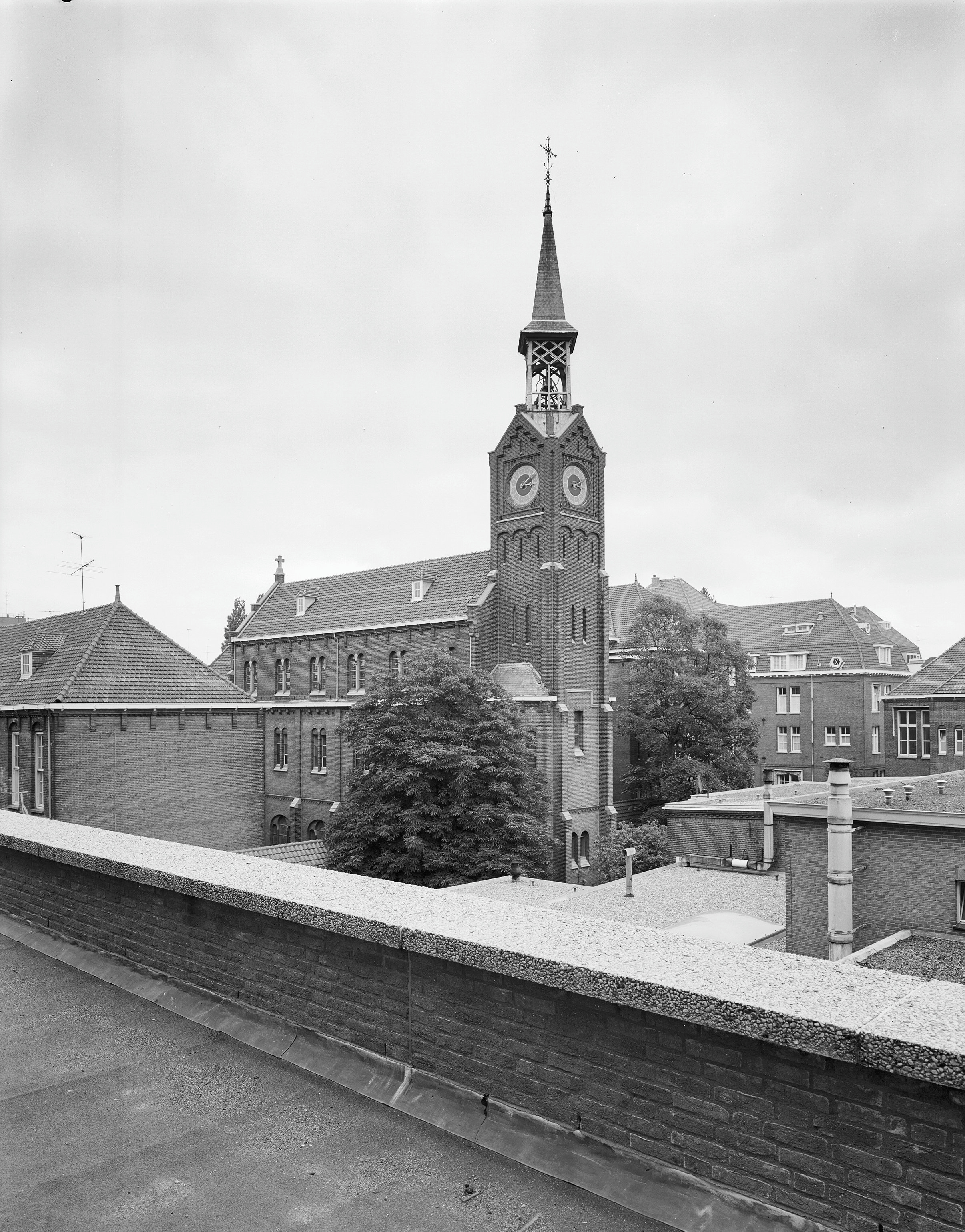
Kapel in 1979

Het oude gebouw maakte deel uit van een klooster voor de Liefdezusters van de Heilige Carolus Borromeus, waaraan later het ziekenhuis werd gekoppeld. De kapel stond midden op het terrein, de bijbehorende kerk stond aan de Ruyschstraat en was daarin gezichtsbepalend tussen de laagbouw. Het ontwerp van kapel, kerk en ziekenhuis kwam van de hand van Adrianus Bleijs, die een totaalontwerp maakte voor het terrein dat grensde aan het Oosterpark. De eerste heipaal voor het complex werd op het Mirakelfeest (15 maart 1895) de grond in geduwd. In september 1895 legde Caspar Josefus Martinus Bottemanne de eerste steen.  Daarna ging het minder snel, want aan grote delen van het complex werd tegelijkertijd gebouwd. Bottemanne kon het complex in oktober 1898 inwijden. Het ziekenhuis liet in de loop der jaren steeds meer gebouwen op het terrein bouwen totdat kerk en kapel eigenlijk geheel ingebouwd waren. Nieuw aan de opstelling van de kerk/kapel was, dat zij door overdekte gangen vanuit de paviljoens en het zusterhuis bereikbaar waren, zodat verpleegden en verplegers niet door de buitenlucht hoefden als zij dat niet wilden. In de jaren zeventig van de 20e eeuw begon het ziekenhuis met een enorme vernieuwing; het ziekenhuis voldeed niet meer. In de komende veertig jaar zouden alle oorspronkelijke gebouwen verdwijnen en vervangen worden door nieuwbouw. Met een laatste eucharistieviering op 17 november 1986 viel het doek voor de kapel; in juni 1987 was het grootste deel van kerk en kapel met de grond gelijk gemaakt.

## Nieuwbouw
Het duurde meer dan dertien jaar voordat de eerste steen voor de nieuwbouw van de kapel kon worden gelegd. Vanaf 25 oktober 2000 werd er gebouwd aan het in de wijk opvallende gebouw en dat proces ging sneller dan bij de oudbouw; de inzegening kon al plaatsvinden op 1 februari 2001. De wijk staat vol met 19e-eeuwse woningen, vermengd met nieuwbouw uit de 20e eeuw. De nieuwe kapel werd opgetrokken in de Romaanse bouwstijl, die dateert uit de tijd dat Amsterdam nog nergens verder kwam dan de Oudezijds Achterburgwal en Nieuwezijds Achterburgwal.
EGM architecten (ook betrokken bij andere nieuwbouw van het complex) vonden inspiratie bij kerken in Frankrijk, Italië en Spanje waarbij met name gekeken werd naar de Abdij Notre-Dame de Saint-Rémy in Rochefort en het Klooster van Chevetogne. Deze nieuwbouw is gebouwd naar het oosten in de traditie van het Licht van Christus en de geboorte van een nieuwe dag. Het geheel werd eenvoudig van opzet gehouden. Ze is grotendeels opgetrokken uit zandsteen uit de Bourgogne (alle harde delen), baksteen uit Limburg en eikenhout. Bouwonderdelen hebben religieuze symboliek: drie beuken (de Drie-eenheid), zeven bogen (zeven is het getal der volkomenheid) en twaalf wijsstenen (geheel van het volk).
De kapel bezit enkele kunstobjecten zoals een icoon van Nicolaas van Myra (beschermheilige van Amsterdam), een Mariabeeld, twee Piëta's en een kruisbeeld. De kapel heeft een pijporgel.

## Bezienswaardigheden

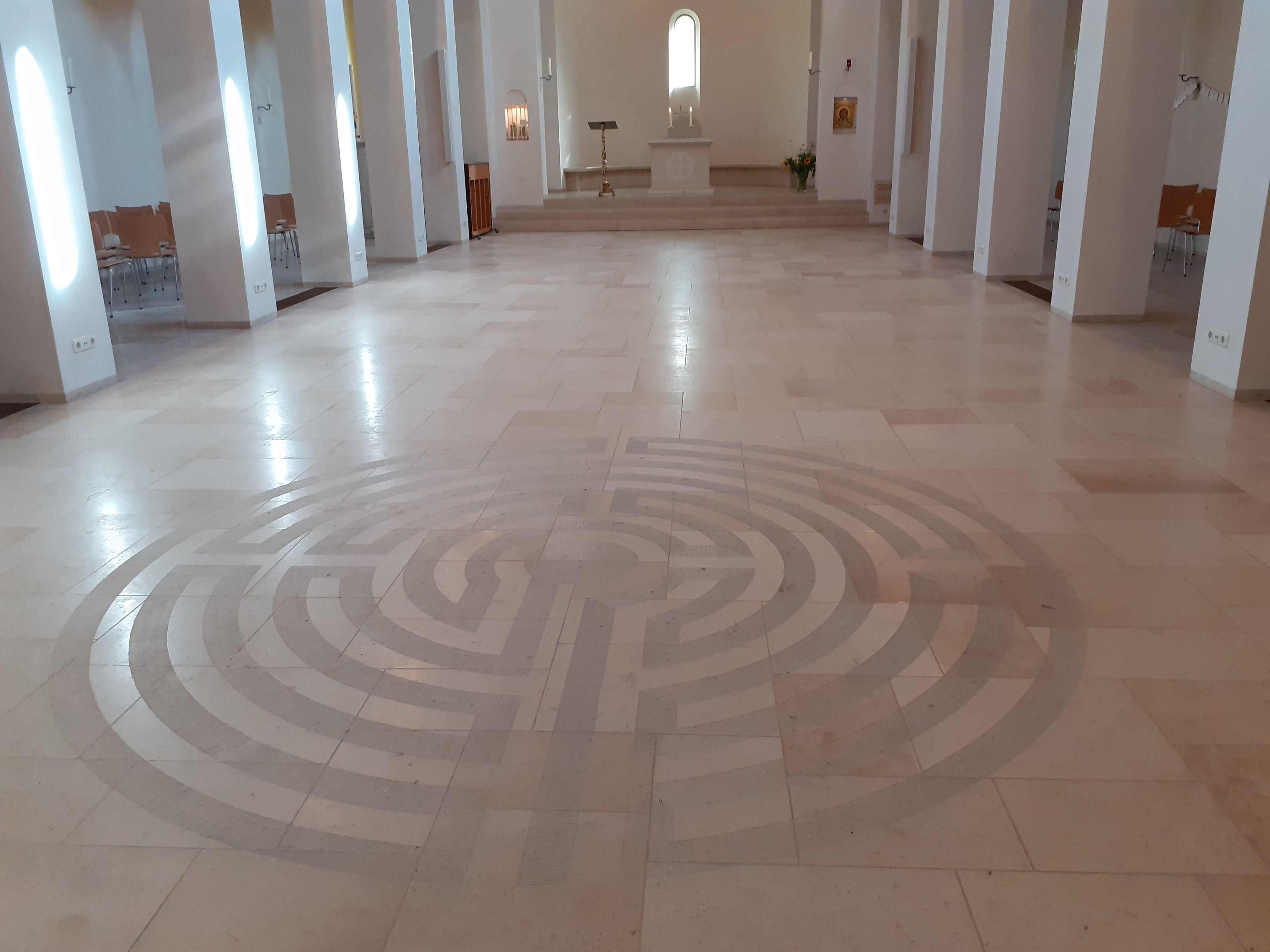
labyrint

In de kapel bevinden zich verschillende bezienswaardigheden en kunstwerken. Bij binnenkomst ziet de bezoeker door een labyrint, dat symbool staat voor de menselijke levensweg. Dit labyrint is gebeiteld naar het voorbeeld van het labyrint in de San Vitale kerk in Ravenna, Italië.

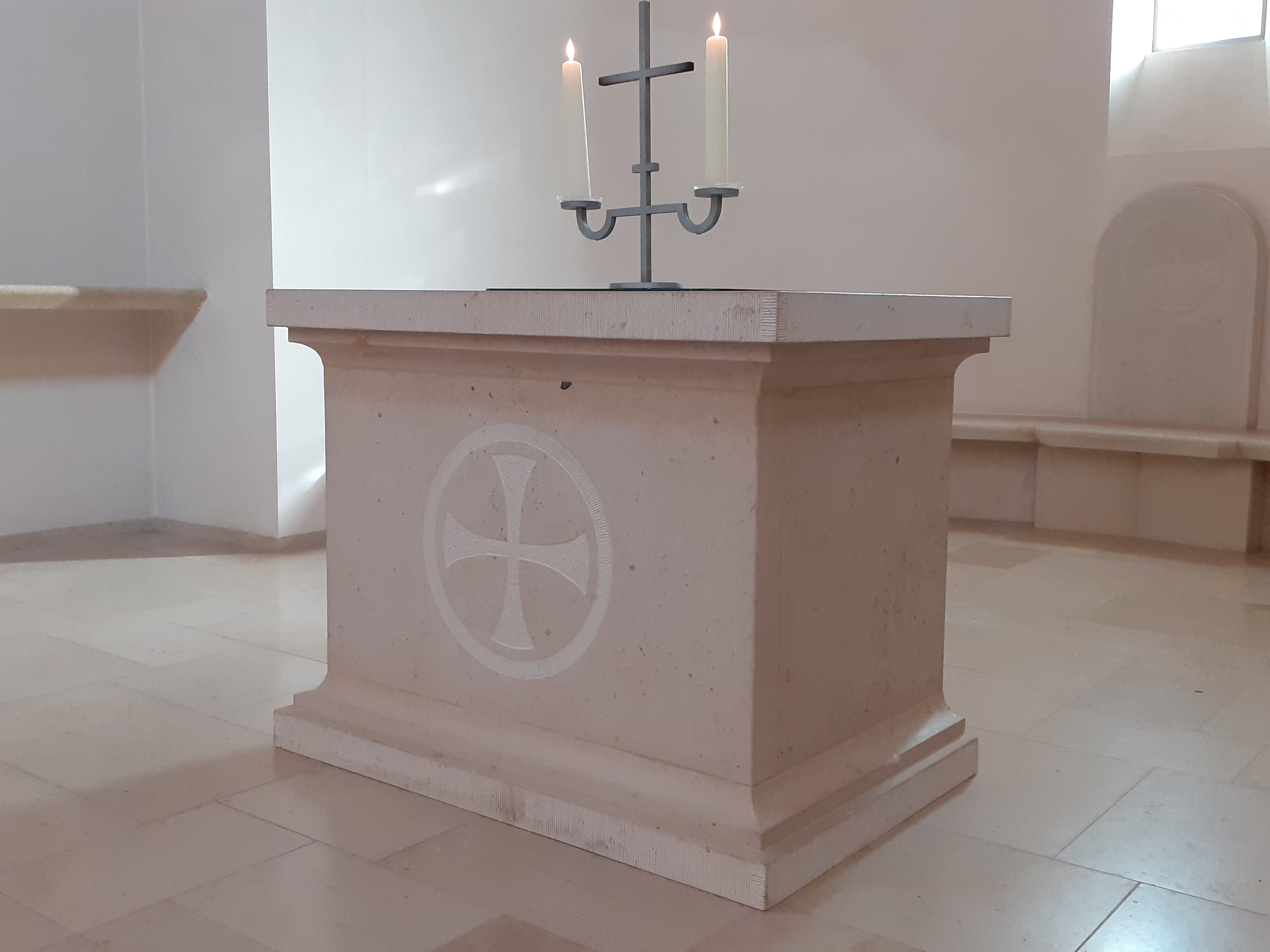
blokaltaar

Het altaar is een zogenaamd blokaltaar. Een rechthoek van stenen platen met een iets grotere dekplaat. In dit altaar zijn twee altaarstenen gelegd uit de eerste kapel van het OLVG, met de relikwieën van de martelaren Fortunatus en Fidelius, uit de eerste eeuwen van het christendom.
Rechts van het altaaris de Mariakapel te vinden, die gelegenheid biedt om een kaarsje aan te steken bij de icoon van Maria.

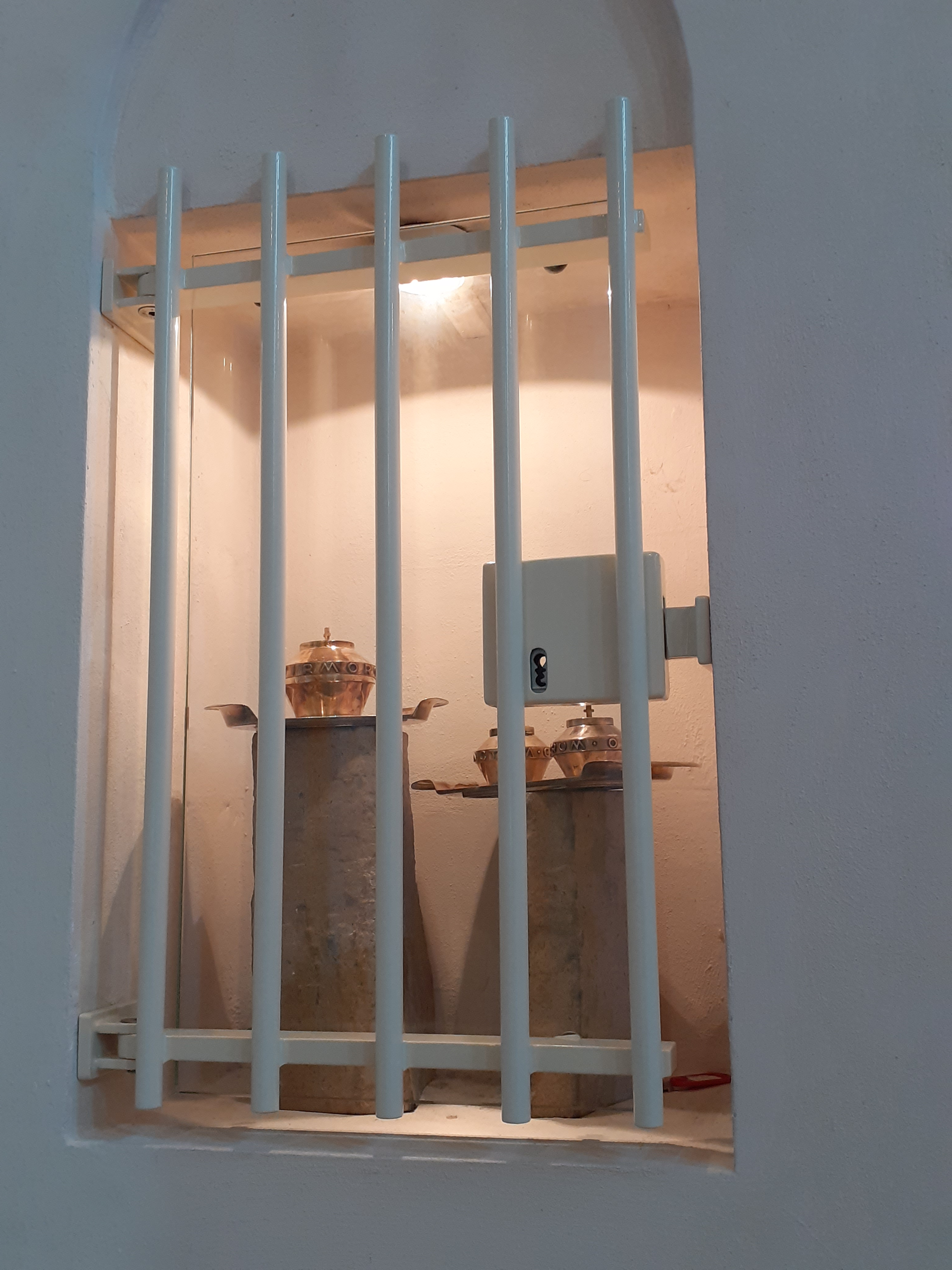
gewijde olie

In de nis links van het altaar worden de heilige oliën bewaard. Deze gewijde olie wordt gebruikt bij de zalving van zieken en dopelingen.
Links van het altaar ligt de doopkapel. In de doopkapel heeft de verrijzenis een centrale plaats, verbeeld in de Verrijzenisicoon en in de aanwezigheid van de elementen licht (paaskaarskandelaar), water (doopvont) en levenskracht (het venster).

### Iconen
Links van de entree hangt de Nicolaasicoon, met daarop de heilige Nicolaas, uitgebeeld in verschillende fasen van zijn leven. De Heilige Nicolaas is de schutspatroon van de zeelieden en veel havensteden hebben daarom Nicolaas als patroonheilige, Amsterdam niet uitgezonderd. 

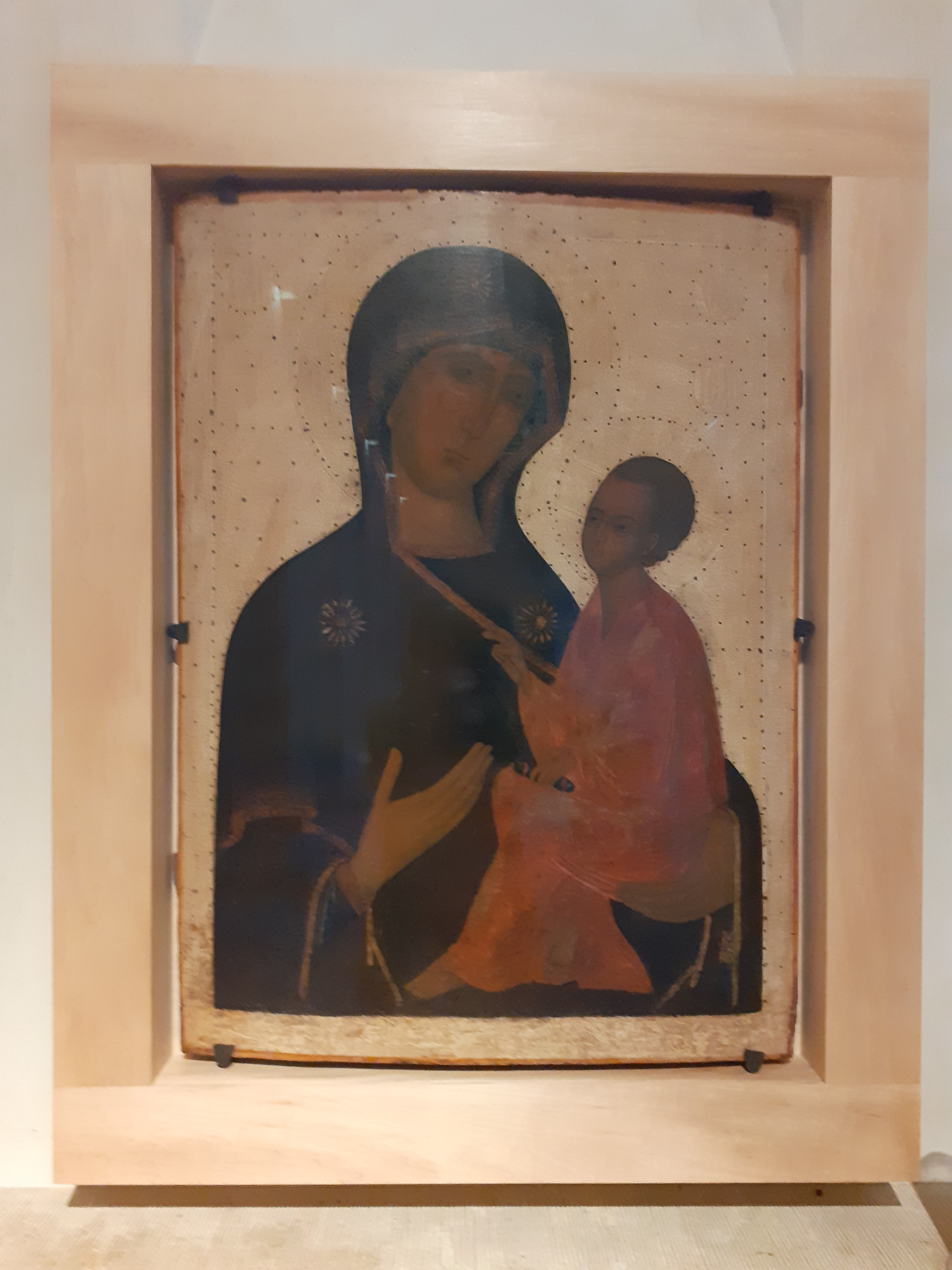
Maria icoon

Het Christus-icoon in de nis rechts van het altaar, is het oudste en meest verspreide Christus-icoon, het zogeheten mandylion: Christus wordt hierop voorgesteld met lange lokken en een in het midden gescheiden baard. Deze icoon, waarvan de traditie zegt dat zij niet door mensenhanden is gemaakt, is voor vele gelovigen uit de oosterse kerken het ware portret van Christus. De mandylion in de kapel is een geschenk van het personeel van het OLVG.
In de Mariakapel hangt een Maria-icoon. Het is een laat-18e-eeuwse icoon van de Moeder Gods van Tichvin, een beroemde variant op de oudste en meest vereerde Maria-icoon, de Hodigitria (‘Zij die de weg wijst’) uit de 4e eeuw. Maria wijst hier op haar zoon. Het kind laat zijn voetzool zien, wat symbool staat voor zijn nederigheid en onderworpenheid. Hij maakt een zegenend gebaar, met twee vingers bij elkaar (symbool voor zijn goddelijke en menselijke natuur) en met drie vingers bij elkaar (symbool voor de Drie-eenheid).

### Kunstwerken van Monica Rotgans
De vensters

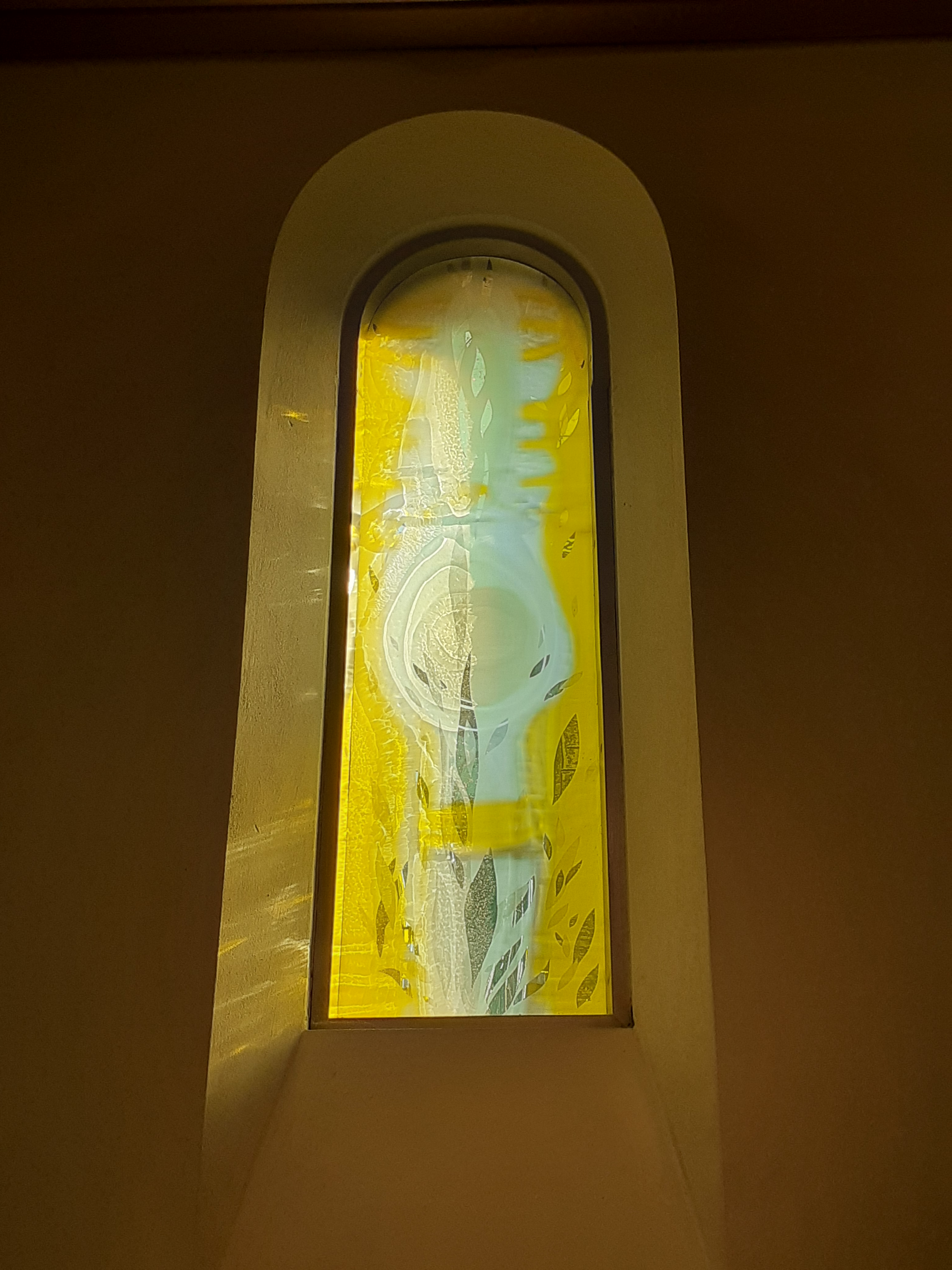
glasraam doopkapel

In mei 2009 zijn er vier nieuwe vensters in de kapel geplaatst, drie toogramen in de oostgevel en een roosvenster in de westgevel, vervaardigd door beeldend kunstenaar Monica Rotgans. De drie toogramen zijn te vinden achter het altaar, in de Mariakapel, en links van het altaar bij de doopkapel. De kleurstelling van de ramen is gebaseerd op de historisch gegroeide, religieuze kleurcode, in combinatie met vormen die verwijzen naar de functie van de plek waar het raam zich bevindt. Monica heeft voor deze opdracht een combinatie van gefused en gezandstraald glas ontwikkeld zodat de sereniteit en het licht van de kapel onaangetast blijven, en de ramen ook van buiten af te 'lezen' zijn.
Behalve de vensters heeft Monica Rotgans de andere kunstwerken in en bij de kapel gemaakt, het lijstwerk van de iconen verzorgd, en de kleurstelling geoptimaliseerd.
De Pietá

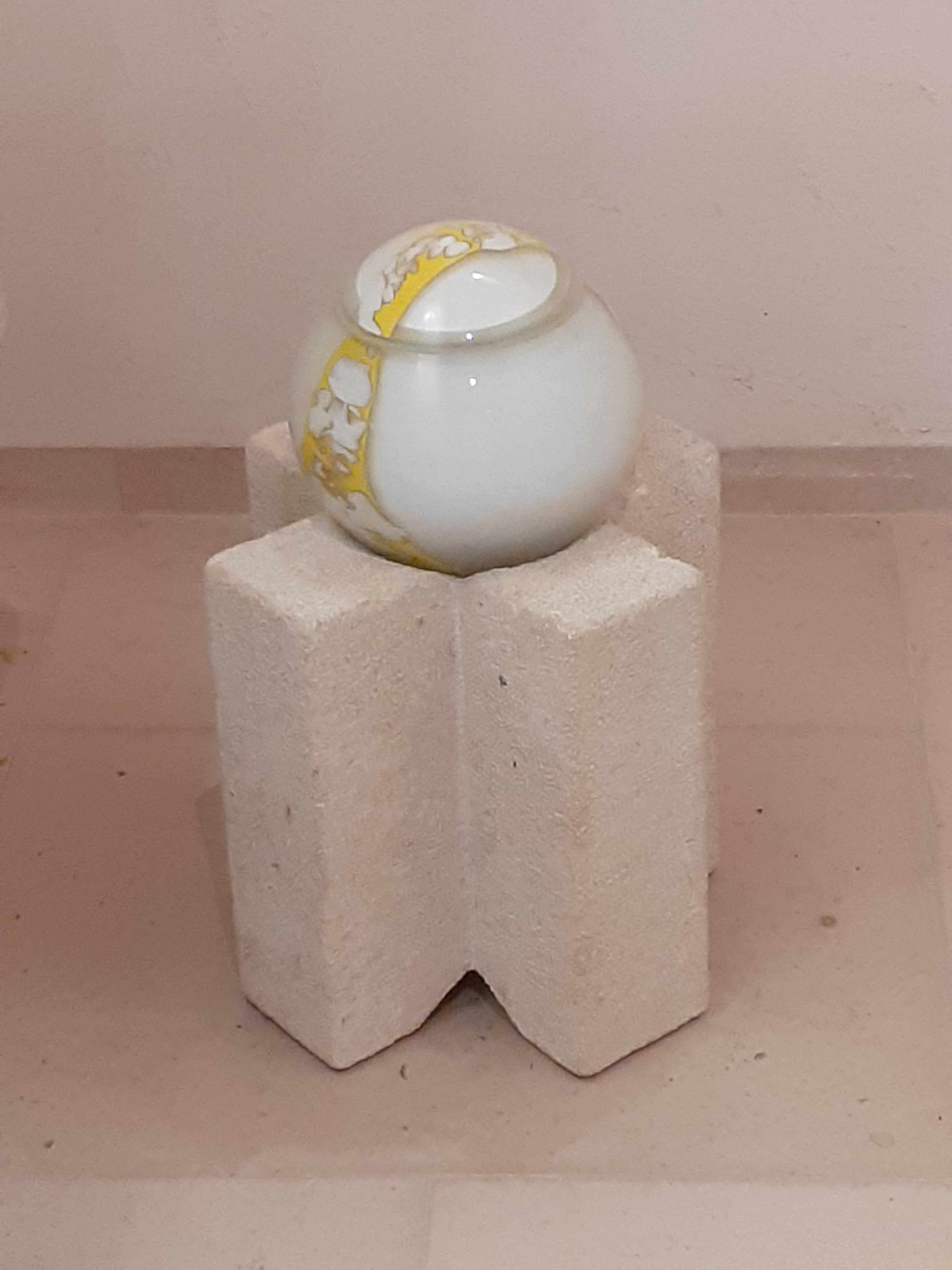
urn

Tijdens de viering op Goede Vrijdag in 2010 vond de onthulling plaats van de Pietá, bronsreliëf in massief houten lijst. Oorspronkelijk bedoeld als afdekking van het tabernakel, maar bleek veel beter op zijn plaats boven het intentieboek bij de ingang. De plek waar men zijn gedachtenkijt kan en de kaarsjes kan pakken om bij het Maria-altaar aan te steken.
Urn
In de urn bevindt zich de as van een van de Zusters Onder de Bogen, die jarenlang in het OLVG hebben gewerkt. Deze staat in de doopkapel. Op de urn is een goudgele, doorlopende boogvorm aangebracht. Deze vorm verwijst naar de zusters en het klooster ‘Onder de Bogen’ in Maastricht. De sokkel waarop de urn staat is gemaakt van zandsteen uit de Franse Bourgogne, een steensoort die ook voor de bouw van de kapel is gebruikt.
Monument 'Onder de bogen'
Bij de opening van de nieuwe tuin van de kapel (in 2013) met als naam ‘Onder de bogen’ is tevens het monument onthuld voor de Zusters Onder de Bogen. Dit monument ziet u rechts buiten in de tuin staan. Een tijdloos gedenkteken, geplaatst in de kapeltuin ter nagedachtenis aan de zusters die vanaf 1898 vanuit Maastricht in het pas opgerichte OLVG kwamen werken. Op de stenen (dit zijn de oorspronkelijke grafstenen), staan de namen van de zusters die hier zijn overleden.